# Juan Vitores de Velasco
Juan Vítores de Velasco O.S.B. (Fresneda de la Sierra Tirón, 7 de mayo de 1641 - Trujillo, Perú, 10 de diciembre de 1713), monje benedictino burgalés que ocupó las cátedras de Santa Marta y Trujillo en el Perú.

## Biografía
Fray Juan Vitores o Vítores nació en la localidad burglesa de Fresneda de la Sierra Tirón, enclavada en las estribaciones de la Sierra de la Demanda. Fue bautizado el 7 de mayo de 1641 en la iglesia parroquial de La Asunción, siendo hijo de Antonio Vitores de Frías Velasco y Ana Martínez de Plaza. En agosto de 1694 fue elegido obispo de Santa Marta. Vitores pidió consagrarse en España antes de ir a la nueva diócesis, el 26 de noviembre de 1695. Allí ejerció su apostolado hasta 1705 que ocupó la sede de Trujillo, donde murió.

## Episcopado

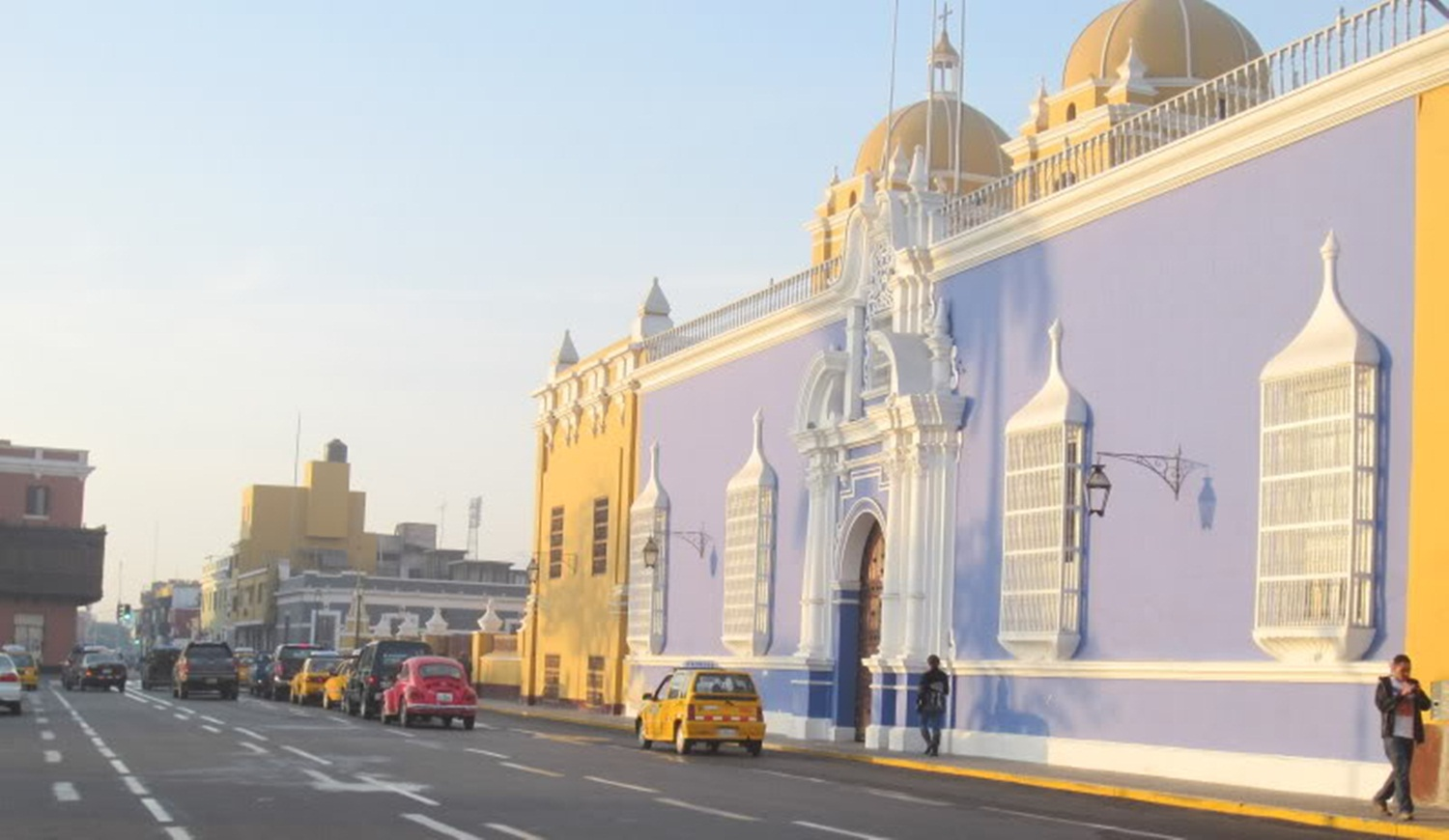
Arzobispado de Trujillo

### Labor en Riohacha
En 1696 realizó una visita  a Riohacha, donde impulsó la conversión de los indios guajiros, iniciada por los capuchinos y que debía completarse por su colaborador, Pedro de Peralta. Asimismo, como cabeza visible del poder religioso de Santa Marta contribuyó económicamente a la construcción de la fortaleza de san Vicente y con motivo del ataque francés a Cartagena, no dudó en proveer los suministros necesarios valiéndose para ello de los diezmos eclesiásticos. De igual manera prestó su apoyo al clero secular frente a las dispensas de que gozaba la Compañía de Jesús para la celebración de matrimonios tanto entre indios como entre el resto de pobladores.

### Vitores como gobernador
Esta simbiosis en el manejo de los poderes episcopales y civiles le llevó a ocupar esporádicamente el cargo de gobernador. Su actuación como miembro del consejo general de la inquisición hubo  de ser enérgica en la aprensión de dos religiosos trinitarios que en aquellos territorios hacían apología del gobernador contra el rey español y la religión católica. Su celo le impuso, además a la detención de pobladores ingleses y holandeses que establecidos ilegalmente en Santa Marta desarrollaban actividades comerciales con las colonias del Caribe. Se enfrentó a la iglesia de Santafé de Bogotá, al mandar destruir al contador de la real hacienda, Esteban Bodquím, de acuerdo con la real provisión que exigía la carta de naturaleza a los extranjeros que desearán residir en aquellas provincias y acceder a cargos públicos la prolija y azarosa actuación de Juan Vitores de Velasco finalizó cuando el papa Clemente XI suscribió las bulas de su obispado de Trujillo en 1703, traslado que el dilato alegando falta de medios económicos para el mismo 1705. Su periplo peruano lo inició con una visita a los valles norteños; pero sus actuaciones en este territorio fueron criticadas por codiciosas, según la denuncia del clero al virrey príncipe de Santo Buono y al Consejo de Indias. Murió en Trujillo el 10 de diciembre de 1713 y fue sepultado en la iglesia catedral, al pie del altar de San Juan Bautista. Este monje benedictino, dejó en manos de Fray Antonio Guete, clérigo de la misma orden que había acompañado al obispo hasta su muerte, un imponente legado con la finalidad de hacerlo llegar a la abadía de Santo Domingo de Silos. El fallecimiento le impidió la realización de su cometido que fue llevado a cabo años más tarde (1721-1723) por Luis de Vitoria.